# Discinaceae
Discinaceae é uma família de fungos ascomicetes, cujos membros mais bem conhecidos são os do género Gyromitra. Originalmente criada por Benedix em 1961, descobriu-se durante um estudo molecular de ADN ribossómico de Kerry O'Donnell em 1997, que era um clado discreto.  
Foi originalmente descrita por Erich Heinz Benedix em 1961, e demonstrou ser um clado distinto num estudo de molecular de DNA ribossómico realizado pelo micologista Kerry O'Donnell em 1997.
Em 2008, a família foi considerada composta por 5 géneros e 58 espécies.
Em 2022, o GBIF aceita Discina (Fr.) Fr. (27 spp), Gymnohydnotrya  B.C.Zhang & Minter, 1989 (4 spp), Gyromitra Fr., 1849 (73 spp), Hydnotrya Berk. & Broome (52 spp) e Maublancomyces (1 sp). Mas indica que Neogyromitra S.Imai e Pseudorhizina Jacz. são géneros duvidosos.
Os membros da família Discinaceae podem ser espécies epigeu e hipogeu, e caracterizam-se por possuírem ascomas compostos por uma camada interna de hifas entrelaçadas e uma camada externa composta por células alongadas dispostas perpendicularmente à camada externa. Discinaceae inclui espécies que possuem apotécios em forma de sela e trufas hipóxeos.
As discinaceae têm ascos cilíndricos com 8 esporos que se estreitam e ascósporos que podem ser elípticos, globosos ou fusiformes. Estes fungos exibem várias características morfológicas, tais como corpos de frutificação discóides, pés semelhantes a cérebros e chapéus em forma de cone. sela. Discinaceae foi proposta como sendo um linhagem irmã de Morchellaceae, mas isto é apenas suportado por semelhanças nas características morfológicas. Os membros da família como Hydnotrya tulasnei formam relações ectomicorrízicas com árvores de e coníferas no Hemisfério Norte.  A abundância de Dyskinaceae correlaciona-se significativamente com o tipo de floresta, como a abundância de Hydnotrya nas florestas da zona ripícola que produzem trufas negras na Sérvia.